# Kappel (Chemnitz)
Kappel, Chemnitz-Kappel – dzielnica miasta Chemnitz w Niemczech, w kraju związkowym Saksonia. 